# Сага о Кугеле

«Странник», художник Константин Коробов

«Сага о Кугеле» (англ. Cugel’s Saga) — название книги Джека Вэнса, опубликованной в 1983. События в книге разворачиваются непосредственно после описанных в «Глаза чужого мира» и происходят в той же вселенной, что и другие произведения автора из серии «Умирающая Земля».

## Сюжет
Вновь будучи заброшенным демоном на берег моря, Кугель на этот раз избирает другой маршрут для возвращения в Альмери. Спасаясь от преследования монстров, Кугель укрывается в доме Тванго, где нанимается к нему на службу в качестве управляющего. С помощью рабочих Тванго занимается извлечением из расположенного рядом с его особняком болота чешуек Садларка — божества из Верхнего Мира, когда-то упавшего на землю и при этом погибшего. Чешуйки затем продаются через посредников в Альмери. Поработав некоторое время, Кугель мошенническим путём завладевает уже проданной и упакованной партией чешуек, чтобы затем выдать их за вновь найденные и продать ещё раз. Однако его планы рушатся когда другие рабочие случайно обнаруживают его спрятанные чешуйки и, в свою очередь, крадут их. Кугель бежит со службы Тванго ни с чем, за исключением самой ценной изо всех чешуек Садларка — «Нагрудный взрывающий небеса фейерверк», которую он случайно выловил в болоте, и направляется в Саскервой.
Прибыв в город, Кугель устраивается на корабль «Галанте» червеводом, в обязанности которого входит забота об огромных червях, впрягающихся по бокам корабля и обеспечивающих его движение при отсутствии ветра, несмотря на полное отсутствие знаний о данной профессии. По прибытии на один из островов, Кугель подслушивает план капитана корабля избавиться от него и нанять другого червевода. На острове Кугелю удаются провести серию мошеннических действий, по результатам которых он завладевает «Галанте» с женой и дочерью торговца Сольдинка на борту, и значительной суммой денег. Отплыв от берега, Кугель путешествует по морю, возложив все обязанности на женщин, также назначая дочерей Сольдинка по очереди удовлетворять его сексуальные потребности по ночам. Однако предаваясь праздности, Кугель не заметил, что каждую ночь жена Сольдинка тайно поворачивала корабль назад. Через некоторое время их настигли капитан «Галанте» и Сольдинк. Бросив севший на мель корабль, женщин, и деньги, Кугель выпрыгнул на отмель и побежал прочь от берега, спасая свою жизнь.
Кугель прибывает в небольшое поселение, где остаётся переночевать у старика по имени Нисбет, который занимается строительством колонн. Местные мужчины проводят время в праздности на вершинах этих колонн, наслаждаясь угасающим солнцем, в то время как их жены работают и соревнуются в строительстве колонн для мужей. Кугель устраивается помощником Нисбета, и вскоре придумывает мошенничество, позволяющее ускорить выполнение заказов на строительство: они вынимают блоки камней из основания колонн, продают их как вновь изготовленные, и помещают наверх. Некоторое время дело процветает, но вскоре обман обнаруживается. Нисбет и Кугель разделяются и бегут от толпы разъярённых женщин.
Путешествуя по опасной местности, Кугель останавливается на ночь в особняке мага Фосельма, имеющего в округе дурную репутацию. Хитростью Кугель связывает волшебника, но тот легко освобождается и, как будто ничего не случилось, начинает играть роль приветливого хозяина, надеясь завладеть бесценной чешуйкой Садларка, которую он заметил у Кугеля. Используя свои волшебные башмаки, делающие любые предметы невесомыми на время и полученные им в период работы у Нисбета, Кугель ночью бежит из особняка к досаде Фосельма.
После целого ряда других приключений Кугель наконец прибывает в Альмери и встречается с Юкоуну, который и был волшебником, скупавшим чешуйки Садларка. В последовавшем затем противостоянии в особняке мага в Перголо, Юкоуну облекается в костюм из чешуек Садларка, на котором недостает только «Нагрудного взрывающего небеса фейерверка», дающего ему силу магии сверхсуществ из Верхнего Мира. Делая вид, что сдаётся, Кугель обманом заставляет Юкоуну приложить последнюю чешуйку ко лбу, и заключённая в ней сила поглощает мага. Кугель становится хозяином особняка Юкоуну и заключённых в нём сокровищ.